# María Tasende
María Tasende (Carballo, 12 de diciembre de 1977) es una actriz, bailarina y modelo española, más conocida por interpretar el papel de Juliana Lorza en la telenovela Acacias 38.

## Biografía
María Tasende nació el 12 de diciembre de 1977 en Carballo, en la provincia de La Coruña, en la comunidad de Galicia (España), y además de la actuación también se dedica a la danza y el teatro.

## Carrera
María Tasende en 2005 interpretó el papel de Sara en el cortometraje Bailad para mi dirigido por Roberto Pérez Toledo. Al año siguiente, en 2006, interpretó el papel de Lucía en el cortometraje Recuerdos dirigido por Claudia Lorenzo. En 2008 protagonizó la serie Os Atlánticos. En el mismo año ocupó el papel de Bárbara en la película Rafael dirigida por Xavier Bermúdez. También en 2008 actuó en la película Fuera de carta dirigida por Nacho G. Velilla.
En 2008 y 2009 interpretó el papel de Ana en la serie Padre Casares. En 2009 protagonizó el telefilm O club da calceta dirigido por Antón Dobao. En 2009 y 2010 interpretó el papel de Sara Campos Valiño en la serie Matalobos. En 2010 interpretó el papel de Carmen en la película Retornos dirigida por Luis Avilés. En el mismo año interpretó el papel de Antia en el cortometraje Illa Pedra dirigido por Adriana Paramo Pérez. También en 2010 participó en el programa de televisión Criaturas.
En 2011 protagonizó las películas Sinbad dirigida por Antón Dobao y Eduardo Barreiros, el Henry Ford español dirigida por Simón Casal. En 2013 actuó en las películas O ouro do tempo dirigida por Xavier Bermúdez y en 9 ondas dirigida por Simone Saibene. De 2013 a 2015 interpretó el papel de Lidia en la serie El Faro. En 2014 interpretó el papel de Ruth en la película Os fenómenos dirigida por Alfonso Zarauza.
En 2015 y 2016 fue elegida por TVE para interpretar el papel de Juliana Lorza en la telenovela emitida en La 1 Acacias 38 y donde actuó junto a actores como Raúl Cano, Miguel Diosdado, Cristina Abad, Amparo Fernández, Roger Berruezo, Sheyla Fariña, Sara Miquel y Alejandra Meco. En 2016 y 2018 formó parte del elenco de la serie Serramoura . En el 2017 se unió al elenco de la serie Juana de Vega. vizcondesa do Arado, como la marquesa de Zembran. Al año siguiente, en 2018, interpretó el papel de Clara en la serie web Peter Brandon. En el mismo año protagonizó la serie Vivir sin permiso.
En 2020 formó parte del elenco de las series La Unidad y El desorden que dejas. En el mismo año interpretó el papel de la esposa de Diego en la serie Antidisturbios. En 2021 interpretó el papel de Nair en el cortometraje Fracturas dirigido por Fernando Tato. En 2022 protagonizó la serie Saudade de ti y Un asunto privado. Al año siguiente, en 2023, protagonizó la película Honeymoon dirigida por Enrique Otero.

## Filmografía

### Cine
| Año  | Título          | Personaje   | Director         |
| ---- | --------------- | ----------- | ---------------- |
| 2008 | Rafael          | Bárbara     | Xavier Bermúdez  |
| 2008 | Fuera de carta  | Enfermera 1 | Nacho G. Velilla |
| 2010 | Retornos        | Carmen      | Luis Avilés      |
| 2013 | O ouro do tempo |             | Xavier Bermúdez  |
| 2013 | 9 ondas         | María       | Simone Saibene   |
| 2014 | Os fenómenos    | Ruth        | Alfonso Zarauza  |
| 2023 | Honeymoon       |             | Enrique Otero    |

### Televisión
| Año        | Título                                   | Personaje            | Notas                                           |
| ---------- | ---------------------------------------- | -------------------- | ----------------------------------------------- |
| 2008       | Os Atlánticos                            |                      | 2 episodios                                     |
| 2008-2009  | Padre Casares                            | Ana                  | 4 episodios                                     |
| 2009       | O club da calceta                        |                      | Película de televisión dirigida por Antón Dobao |
| 2009-2010  | Matalobos                                | Sara Campos Valiño   | 48 episodios                                    |
| 2011       | Sinbad                                   | Nina                 | Película de televisión dirigida por Antón Dobao |
| 2011       | Eduardo Barreiros, el Henry Ford español | Dorinda adulta       | Película de televisión dirigida por Simón Casal |
| 2013-2015  | El Faro                                  | Lidia                | 242 episodios                                   |
| 2015-2016  | Acacias 38                               | Juliana Lorza        | 405 episodios                                   |
| 2016, 2018 | Serramoura                               |                      | 6 episodios                                     |
| 2017       | Juana de Vega. Vizcondesa do Arado       | Marquesa de Zembrano | 2 episodios                                     |
| 2018       | Vivir sin permiso                        |                      | 2 episodios                                     |
| 2020       | La unidad                                | 6 episodios          |                                                 |
| 2020       | El desorden que dejas                    | Iria                 | 8 episodios                                     |
| 2020       | Antidisturbios                           | Mujer Diego          | 3 episodios                                     |
| 2022       | Saudade de ti                            | Celia                |                                                 |
| 2022       | Un asunto privado                        | Manoli               | 2 episodios                                     |

### Web TV
| Año  | Título        | Personaje | Notas       |
| ---- | ------------- | --------- | ----------- |
| 2018 | Peter Brandon | Clara     | 3 episodios |

### Cortometrajes
| Año  | Título         | Personaje | Director             |
| ---- | -------------- | --------- | -------------------- |
| 2005 | Bailad para mí | Sara      | Roberto Pérez Toledo |
| 2006 | Recuerdos      | Lucía     | Claudia Lorenzo      |
| 2010 | Illa Pedra     | Antia     | Adriana Páramo Pérez |
| 2021 | Fracturas      | Nair      | Fernando Tato        |

## Teatro
| Año       | Título                   |
| --------- | ------------------------ |
| 2001-2005 | La katarsis del tomatazo |
| 2006      | La cruel Casandra        |
| 2004-2008 | Mara-Bunta               |
| 2008      | Estigma                  |
| 2013-2014 | Ocupa Madrid             |
| 2021      | Soga e Cinsa             |
| 2021-2022 | Una familia real         |

## Programas de televisión
| Año  | Título    |
| ---- | --------- |
| 2010 | Criaturas |

## Premios y reconocimientos
Festival de Cine Independiente de Ourense
| Año  | Categoría                    | Trabajo    | Resultado |
| ---- | ---------------------------- | ---------- | --------- |
| 2010 | Mejor actriz de cortometraje | Illa Pedra | Ganadora  |